# Paul Wiese (Komponist)
Paul Wiese (* 10. Juni 1894 in Braunschweig; † 11. Dezember 1977 in Pirna) war ein deutscher Komponist.

## Leben
Paul Wiese wurde am 10. Juni 1894 in Braunschweig (Deutschland) geboren, wuchs aber in Posen auf, wo er musikalisch von der polnischen Volkskultur beeinflusst wurde. 1913 begann Paul Wiese sein Musikstudium am Konservatorium Braunschweig und absolvierte später das Konservatorium in Dresden. Er arbeitete als Kapellmeister und Korrepetitor in Chemnitz, Erfurt und Dresden. 1928 begann Paul Wiese mit einem Zusatzstudium der Kirchenmusik bei Hans Joachim Moser in Berlin, das er 1932 beendete. Später zog er nach Pirna und lebte und arbeitete dort für den Rest seines Lebens. Paul Wiese starb am 11. Dezember 1977 in Pirna.